# Antonio Cánovas del Castillo
Antonio Cánovas del Castillo (Màlaga, 8 de febrer de 1828 - Arrasate, Guipúscoa, 8 d'agost de 1897) fou un polític i historiador espanyol. Va ser president del Consell de Ministres (1874-1875), (1875-1879), (1879-1881), (1884-1885), (1890-1892) i (1895-1897). Va esdevenir en el principal arquitecte de la Restauració, un règim que perseguia la instal·lació d'un ordre polític estable a Espanya.

## Carrera política

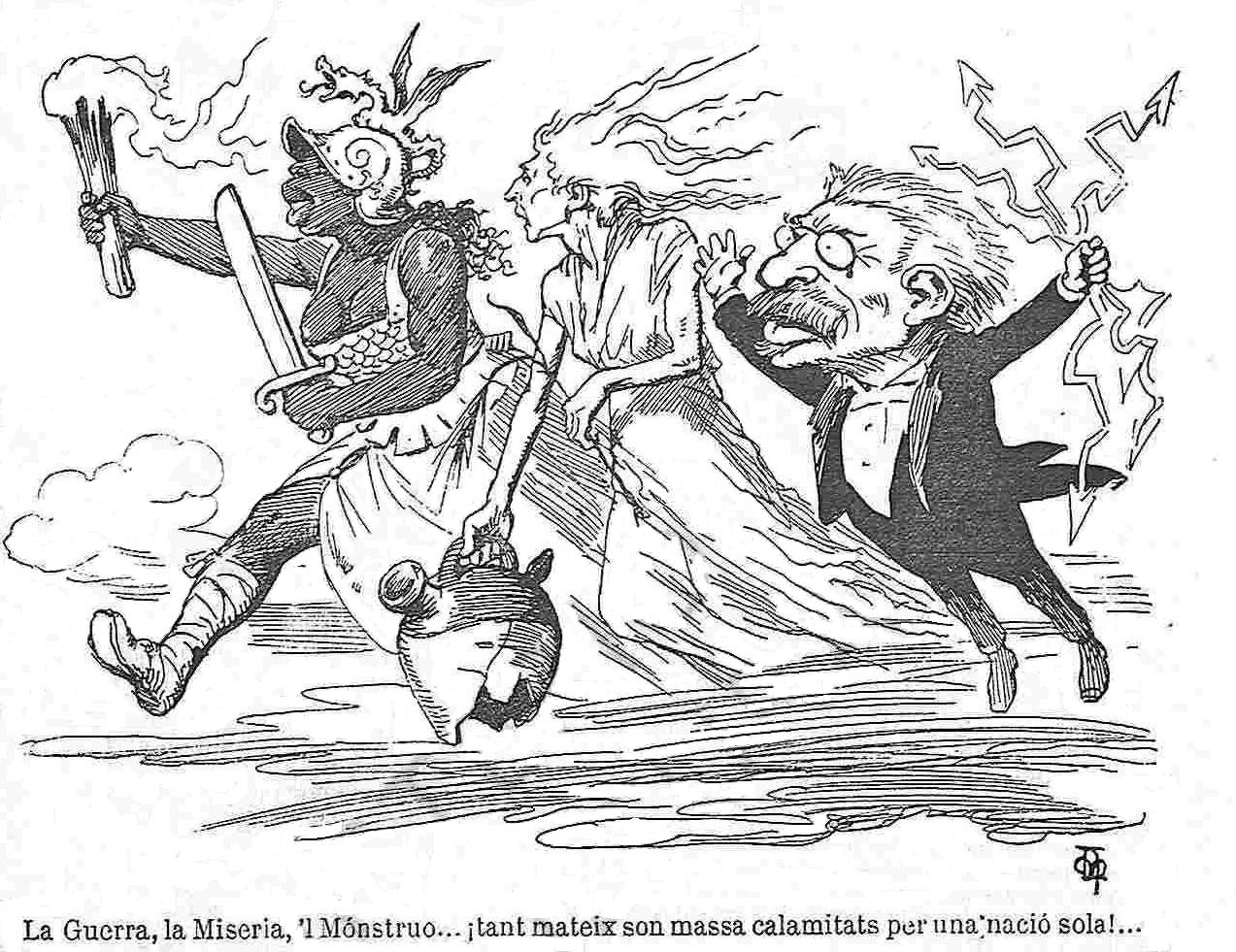
Caricatura del «Monstre» a La Campana de Gràcia (1896) per Manuel Moliné

Va fer els primers passos en política de la mà de Leopoldo O'Donnell. Fou l'artífex de la Vicalvarada proclamada amb el Manifest de Manzanares, escrit pel mateix Cánovas.
Membre de la Unión Liberal, va ser ministre de Governació el 1864 i d'Ultramar el 1865 durant el regnat d'Isabel II, abans de proclamar-se la Primera República Espanyola.
Després de la Revolució Gloriosa i la fi de la monarquia borbònica, s'encarregà de preparar la tornada del que seria Alfons XII, fill d'Isabel II. El 1874, després del pronunciament a Sagunt del general Martínez Campos i la proclamació d'Alfons XII com a rei, hagué cura d'idear el sistema de la Restauració. Aquest es basava en els fraus electorals periòdics, recolzats en el caciquisme, que feien possible l'alternança en el poder, com a mitjà per a dissipar tensions. Així va accedir diverses vegades al càrrec de primer president del consell de ministres d'Alfons XII.
És autor de la Constitució de 1876 i va assumir funcions de cap de l'Estat durant la regència de Maria Cristina d'Habsburg-Lorena.
A Catalunya no era un personatge gaire apreciat –se l'anomenava popularment «El Monstruo»– ja que la seva política es caracteritzà per una repressió molt dura contra els anarcosindicalistes. El periodista Cels Gomis el descrigué com a «lo més acérrim enemich que Catalunya ha tingut en lo sigle actual».
El seu govern va desenvolupar una política colonial basada en la repressió dels partidaris d'una Cuba lliure. Aquesta política va fomentar i estimular el nacionalisme cubà, que acabaria duent a Espanya a perdre la guerra contra els Estats Units. Igualment, va exercir una forta repressió contra la dissidència política a l'interior d'Espanya.

## Carrera literària
Al mateix temps que exercia la seva activitat política, Cánovas demostrà que era una persona lletraferida. Les seves obres sobre la història espanyola li feren guanyar una fama considerable, sobretot la seva Història de la Decadència d'Espanya (Historia de la decadencia de España) que consta de 18 volums. Aquesta producció contribuí al seu ingrés quan només tenia 32 anys a la Real Academia de la Historia el 1860. Després també fou membre de diverses entitats literàries, com ara la Real Academia Española el 1867, la Reial Acadèmia de Ciències Morals i Polítiques el 1871 i finalment la Real Academia de Bellas Artes de San Fernando el 1887. També va ocupar la direcció de l'Ateneu de Madrid (entre 1870 i 1874, 1882 i 18884 i entre 1888 i 1889).

## Mort i herència

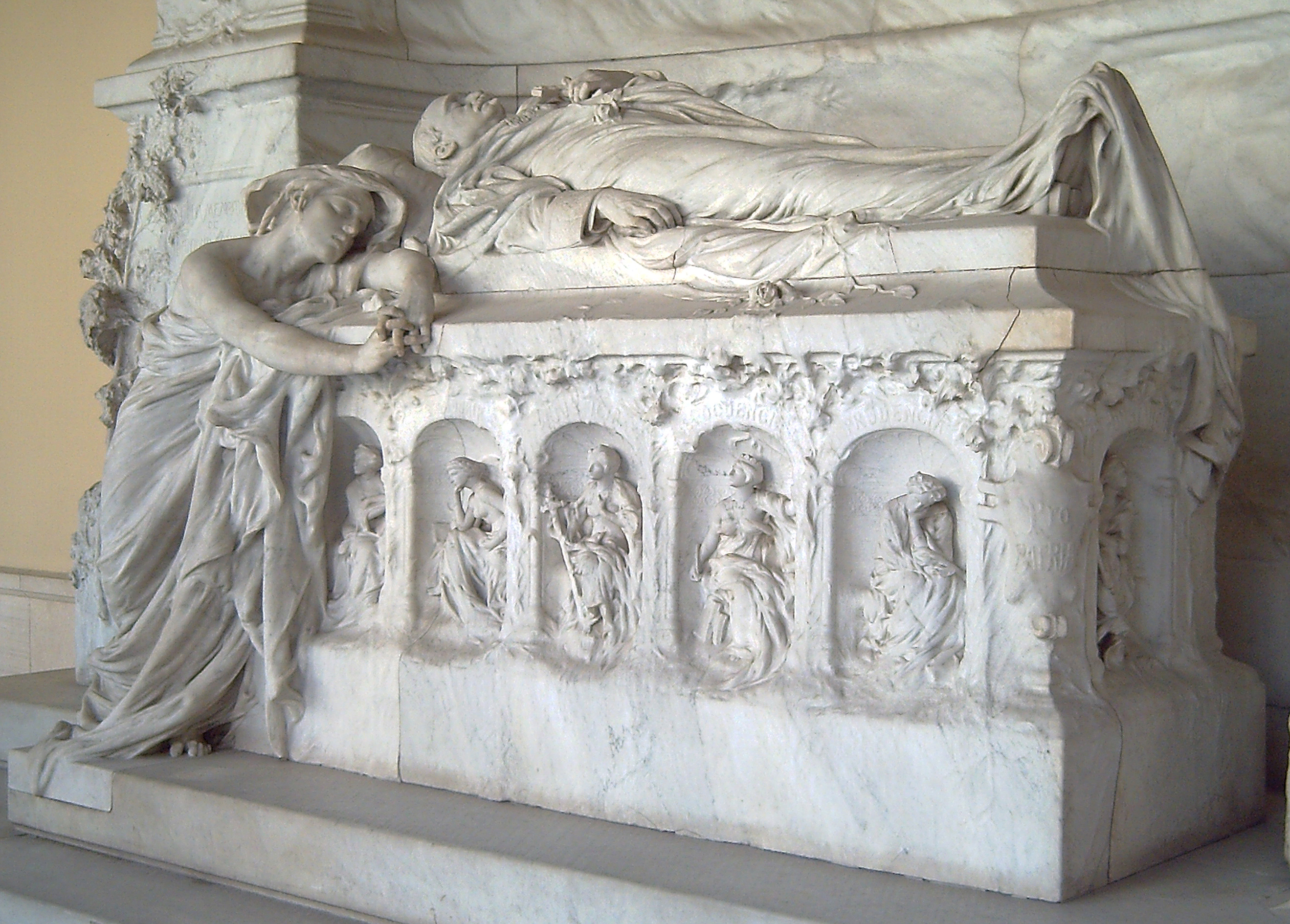
Mausoleu de Cánovas a Madrid (esculpit per A. Querol, el 1906).

Posteriorment Cánovas va pagar molt car la seva política repressiva. El 1897, fou tirotejat i mort per l'anarquista italià Michele Angiolillo, al balneari de Santa Àgueda, a Arrasate (Guipúscoa) com a revenja pels afusellaments d'alguns dels condemnats al consell de guerra del procés de Montjuïc per l'Atemptat del carrer dels Canvis Nous. Així doncs no visqué prou temps per a presenciar la pèrdua de les darreres colònies d'Espanya després de la Guerra hispano-estatunidenca. El seu mausoleu és al Panteó d'Homes Il·lustres de Madrid i fou esculpit per l'escultor català Agustí Querol.
La política de repressió i de manipulació policial que Cánovas havia establert com a columna vertebral del seu govern va ajudar en gran part a fomentar els moviments nacionalistes alhora a Catalunya i al País Basc i preparà el terreny per als aldarulls laborals durant les dues primeres dècades del segle xx. El desastre de la política colonial a més de comportar la pèrdua de les darreres colònies d'Espanya al Pacífic i al Carib, va afeblir considerablement el govern espanyol. Generà així un cop d'estat que va fallar de Camilo García de Polavieja i portà a un llarg període d'inestabilitat política que va acabar finalment amb la caiguda de la monarquia i la dissolució de la constitució feta pel mateix Cánovas.

## Canovisme
El canovisme és un nom aplicat per a designar el sistema polític de la Restauració, inspirat per Antonio Cánovas del Castillo, caracteritzat pel falsejament dels processos democràtics i l'exclusió de la vida política d'àmplies majories socials. Entre altres aspectes, el canovisme es caracteritzà per:
- garantir l'estabilitat política dins el sistema a través d'una trama jurídica restrictiva, que es basà en la permanència de la Constitució de 1876 (fins a 1931, però suspesa en el temps da la Dictadura de Primo de Rivera), que establia la sobirania compartida entre les Corts i el Rei[5] i no assegurava el sufragi universal sinó que feia possible el sufragi censatari (reservat als més rics).
- el sistema d'alternança entre el Partit Liberal Conservador de Cánovas i el Partit Liberal Fusionista de Sagasta (partits dinàstics).
- la defensa d'una monarquia unitària i centralitzada que negava qualsevol autonomia o capacitat de decisió als diversos països i regions.
- el caciquisme en la vida política local.
- les pràctiques del cunerisme, que desvinculaven electors i representants electes.
- la manipulació de les eleccions mitjançant diversos tipus de frau, dirigits des dels governs civils..
- el predomini dels civils en l'exercici del poder polític, davant el predomini dels militars en el període anterior (fins i tot el general Martínez Campos, que amb la seva sublevació de 1874 havia estat el que permeté el retorn d'Alfons XII, va ser relegat), restant la figura del rei com equilibrador entre el poder civil i el militar (que conservà un gran àmbit autònom d'actuació).[6]
- el domini absolut de les oligarquies econòmiques (grans propietaris agraris, financers, industrials i grans comerciants), amb el suport de l'església i l'exèrcit.

## Obres
- La campana de Huesca 1852
- Historia de la decadencia de España, Biblioteca Universal, 1854
- Bosquejo histórico de la casa de Austria en España, 1869
- El "solitario" y su tiempo, 1883
- Artes y letras, 1887
- Obras poéticas, 1887
- Estudios del reinado de Felipe IV, 1888-89
- VVAA, La oposicion liberal-conservadora en las Cortes constituyentes de 1869 a 1871, 1871
- Apuntes para la Historia de Marruecos (1860)

## Càrrecs polítics
| Antonio Cánovas del Castillo                                                                    |                                                                                    |                                                                   |
| Càrrec de govern                                                                                |                                                                                    |                                                                   |
| Precedit per: Práxedes Mateo Sagasta (President del Govern)                                     | President del Govern (Llista de Presidents del Consell de Ministres) (1874 - 1875) | Succeït per: Joaquín Jovellar Soler (President del Govern)        |
| Càrrec de govern                                                                                |                                                                                    |                                                                   |
| — Títol restaurat: — Fi de la Primera República Espanyola — Nou règim — (Restauració borbònica) | Regent d'Espanya (Llista de Cap d'estat d'Espanya) (1874-1875)                     | Succeït per: Alfons XII d'Espanya (Rei d'Espanya)                 |
| Precedit per: Joaquín Jovellar Soler (President del Govern)                                     | President del Govern (Llista de Presidents del Consell de Ministres) (1875 - 1879) | Succeït per: Arsenio Martínez-Campos Antón (President del Govern) |
| Precedit per: Arsenio Martínez-Campos Antón (President del Govern)                              | President del Govern (Llista de Presidents del Consell de Ministres) (1879 - 1881) | Succeït per: Práxedes Mateo Sagasta (President del Govern)        |
| Precedit per: José de Posada Herrera (President del Govern)                                     | President del Govern (Llista de Presidents del Consell de Ministres) (1884 - 1885) | Succeït per: Práxedes Mateo Sagasta (President del Govern)        |
| Precedit per: Práxedes Mateo Sagasta (President del Govern)                                     | President del Govern (Llista de Presidents del Consell de Ministres) (1890 - 1892) | Succeït per: Práxedes Mateo Sagasta (President del Govern)        |
| Precedit per: Práxedes Mateo Sagasta (President del Govern)                                     | President del Govern (Llista de Presidents del Consell de Ministres) (1895 - 1897) | Succeït per: Marcelo Azcarraga Palmero (President del Govern)     |
| Precedit per: Práxedes Mateo Sagasta (President del Govern)                                     | President del Govern (Llista de Presidents del Consell de Ministres) (1895 - 1897) | Succeït per: Marcelo Azcarraga Palmero (President del Govern)     |